# リバー産業
リバー産業株式会社（リバーさんぎょう）は、大阪府大阪市中央区に本店を置く不動産デベロッパーである。

## 概要
大阪市内を中心に、新築マンションの建設・分譲を中心とした建設業を行っている。用地取得から企画・施行・販売までを一貫して行う総合デベロッパーである。環境・堅固・省エネ・利便性に着目した、将来財産の街づくりを企業理念としており、図面上の平面的な緑化率ではなく、実際に目に入る緑の量「緑視率」を重視し、せせらぎや巨木を配した特徴的な景観づくりにこだわる。
自社が建設するマンション近隣の公園の整備や、自治体への寄付などの社会貢献活動も行っており、2016年には大阪府から紺綬褒章を伝達された。

## 沿革
- 1963年 - 現在の代表取締役 河 啓一[注 1]が、個人事業として、土木建築請負業リバー産業を創業[13]
- 1966年 - 法人組織に変更しリバー産業株式会社を設立
- 1971年 - 宅地開発・分譲住宅建築販売進出のため、大阪府より宅地建物取引業者免許を取得
- 1972年 - 建設大臣許可（土木工事、建築工事、水道施設工事）を取得
- 1991年 - 建設大臣（現・国土交通大臣）より宅地建物取引業者免許を取得
- 1999年 - ISO9001認証を取得
- 2007年 - ISO14001認証を取得

## 事業

### マンション事業
大阪市内を中心に、2016年12月現在、大阪府および兵庫県で32物件を建設・分譲している。
主力ブランドはリバーガーデンである。リバーガーデンブランドは植栽を用いた緑視率の高い景観とともに、防災性の高さを特色としている。環境への配慮に関しても自治体等から評価を受けている。
このほか、ブリティッシュティンバー、カプリース、リバーカントリーガーデンといったブランドのマンションも手掛けている。

### その他の事業
上記のマンション建設・分譲のほか、戸建ての建設・分譲や、岸和田だんじり会館・此花総合高等学校などの公共施設の建設、道路・橋梁の施行や整地などの土木事業も行っている。